# Список флашхоутов Российского императорского флота
В список включены флашхоуты, состоявшие на вооружении Российского императорского флота.
Флашхоуты или плашкоуты (от нидерл. plaatschuit) представляли собой небольшие плоскодонные суда, предназначавшиеся для доставки грузов на большие суда, а также выгрузки с больших судов и перевозки грузов по мелководью. Зачастую использовались для погрузочно-разгрузочных работ в портах.
В составе Российского императорского флота суда данного типа применялись с конца XVIII века. Несли службу в составе Балтийского и Черноморского флотов,  Азовской и Каспийской флотилий.

## Легенда
Список судов разбит на разделы по флотам, внутри разделов суда представлены в порядке очерёдности включения их в состав флота, в рамках одного года — по алфавиту. Ссылки на источники информации для каждой строки таблиц списка и комментариев, приведённых к соответствующим строкам, сгруппированы и располагаются в столбце Примечания.
Таблица:
- Наименование — имя судна или его номер, в случае если они не сохранились или суда не имели наименований указывается Без названия, для однотипных судов без названий указывается их количество.
- Размер — длина и ширина судна в метрах.
- Осадка — осадка судна (глубина погружения в воду) в метрах.
- Верфь — место постройки судна.
- Корабельный мастер — фамилия мастера, построившего или руководившего постройкой судна.
- Дата включения в состав флота — для судов, построенных в России, указывается дата их спуска на воду.
- Дата вывода из состава флота — дата завершения службы в составе флота.
- История службы — основные места и события.
- н/д — нет данных.

Сортировка может проводиться по любому из выбранных столбцов таблиц, кроме столбцов История службы и Примечания.

## Флашхоуты Балтийского флота
В разделе приведены флашхоуты, входившие в состав Балтийского флота России.
| Наименование               | Размер                                                 | Ос.                                                    | Верфь           | Мастер         | Вх.       | Вых. | История службы                       | Прим. |
| -------------------------- | ------------------------------------------------------ | ------------------------------------------------------ | --------------- | -------------- | --------- | ---- | ------------------------------------ | ----- |
| 2 артиллерийских флашхоута | Сведений о размерах и осадке флашхоутов не сохранилось | Сведений о размерах и осадке флашхоутов не сохранилось | Новая Голландия | А. Х. Шаунбург | 1834—1840 | н/д  | Сведений о плаваниях не сохранилось. | [ 2 ] |

## Флашхоуты Черноморского флота
В разделе приведены флашхоуты, входившие в состав Черноморского флота России.
| Наименование | Размер                                                 | Ос.                                                    | Верфь                       | Мастер                                         | Вх.                          | Вых. | История службы                                                   | Прим.       |
| ------------ | ------------------------------------------------------ | ------------------------------------------------------ | --------------------------- | ---------------------------------------------- | ---------------------------- | ---- | ---------------------------------------------------------------- | ----------- |
| № 1          | Сведений о размерах и осадке флашхоутов не сохранилось | Сведений о размерах и осадке флашхоутов не сохранилось | Херсонская верфь            | Сведений о корабельных мастерах не сохранилось | 1785                         | н/д  | Несли службу при Херсонской верфи.                               | [ 1 ] [ 3 ] |
| № 2          | Сведений о размерах и осадке флашхоутов не сохранилось | Сведений о размерах и осадке флашхоутов не сохранилось | Херсонская верфь            | Сведений о корабельных мастерах не сохранилось | 1785                         | н/д  | Несли службу при Херсонской верфи.                               | [ 1 ] [ 3 ] |
| Каракатица   | Сведений о размерах и осадке флашхоутов не сохранилось | Сведений о размерах и осадке флашхоутов не сохранилось | Таганрогская верфь          | Сведений о корабельных мастерах не сохранилось | 1785                         | н/д  | Несли службу при Таганрогской верфи.                             | [ 1 ] [ 3 ] |
| Кит          | Сведений о размерах и осадке флашхоутов не сохранилось | Сведений о размерах и осадке флашхоутов не сохранилось | Таганрогская верфь          | Сведений о корабельных мастерах не сохранилось | 1785                         | н/д  | Несли службу при Таганрогской верфи.                             | [ 1 ] [ 3 ] |
| Морж         | Сведений о размерах и осадке флашхоутов не сохранилось | Сведений о размерах и осадке флашхоутов не сохранилось | Таганрогская верфь          | Сведений о корабельных мастерах не сохранилось | 1785                         | н/д  | Несли службу при Таганрогской верфи.                             | [ 1 ] [ 3 ] |
| Палтус       | Сведений о размерах и осадке флашхоутов не сохранилось | Сведений о размерах и осадке флашхоутов не сохранилось | Таганрогская верфь          | Сведений о корабельных мастерах не сохранилось | 1785                         | н/д  | Несли службу при Таганрогской верфи.                             | [ 1 ] [ 3 ] |
| Жук          | Сведений о размерах и осадке флашхоутов не сохранилось | Сведений о размерах и осадке флашхоутов не сохранилось | Таганрогская верфь          | М. И. Суровцов                                 | 24 марта (5 апреля) 1822     | 1830 | Сведений о плаваниях не сохранилось. Разобран в 1830 году.       | [ 1 ] [ 4 ] |
| Рак          | Сведений о размерах и осадке флашхоутов не сохранилось | Сведений о размерах и осадке флашхоутов не сохранилось | Таганрогская верфь          | М. И. Суровцов                                 | 31 марта (12 апреля) 1822    | 1837 | Сведений о плаваниях не сохранилось. Разобран в 1837 году.       | [ 1 ] [ 4 ] |
| Улитка       | 30,5 x 8,2                                             | 1,8                                                    | Николаевское адмиралтейство | Сведений о корабельных мастерах не сохранилось | 25 сентября (7 октября) 1823 | 1842 | Сведений о плаваниях не сохранилось. Разобран в 1842 году.       | [ 1 ] [ 4 ] |
| Жаба         | 30,5 x 8,2                                             | 1,8                                                    | Николаевское адмиралтейство | Сведений о корабельных мастерах не сохранилось | 17 (29) октября 1823         | 1837 | Сведений о плаваниях не сохранилось. Разобран в 1837 году.       | [ 1 ] [ 4 ] |
| Буйвол       | 51,9 x 8,4                                             | 3,4                                                    | Херсонская верфь            | Сведений о корабельных мастерах не сохранилось | 13 (25) сентября 1825        | н/д  | Сведений о плаваниях не сохранилось.                             | [ 1 ] [ 4 ] |
| Слон         | 51,9 x 8,4                                             | 3,4                                                    | Херсонская верфь            | Сведений о корабельных мастерах не сохранилось | 6 (18) октября 1825          | 1835 | Сведений о плаваниях не сохранилось. Затонул в Одессе.           | [ 1 ] [ 4 ] |
| Лошак        | 29 x 9,2                                               | 2,6                                                    | Херсонская верфь            | Серков                                         | 24 июня (6 июля) 1827        | 1842 | Сведений о плаваниях не сохранилось. Продан на слом в 1842 году. | [ 1 ] [ 4 ] |
| Верблюд      | 29 x 9,2                                               | 2,6                                                    | Херсонская верфь            | Серков                                         | 27 августа (8 сентября) 1827 | 1840 | Сведений о плаваниях не сохранилось. Разобраны в 1840 году.      | [ 1 ] [ 4 ] |
| Носорог      | 29 x 9,2                                               | 2,6                                                    | Херсонская верфь            | Серков                                         | 13 (25) октября 1827         | 1840 | Сведений о плаваниях не сохранилось. Разобраны в 1840 году.      | [ 1 ] [ 4 ] |
| Драмодер     | 29 x 9,2                                               | 2,6                                                    | Херсонская верфь            | Серков                                         | 3 (15) апреля 1828           | 1840 | Сведений о плаваниях не сохранилось. Разобраны в 1840 году.      | [ 1 ] [ 4 ] |
| Дуб          | 18,9 x 6,6                                             | 2,7                                                    | Николаевское адмиралтейство | И. Я. Осминин                                  | 14 (26) июля 1834            | н/д  | Сведений о плаваниях не сохранилось.                             | [ 1 ] [ 4 ] |
| № 1          | 21,6 x 6,9                                             | 2,9                                                    | Николаевское адмиралтейство | И. С. Дмитриев                                 | 23 июня (5 июля) 1840        | н/д  | Несли службу при Новороссийском порте.                           | [ 1 ]       |
| № 2          | 21,6 x 6,9                                             | 2,9                                                    | Николаевское адмиралтейство | И. С. Дмитриев                                 | 9 (21) июля 1840             | н/д  | Несли службу при Новороссийском порте.                           | [ 1 ]       |
| № 3          | 25,9 x 7,3                                             | 3                                                      | Николаевское адмиралтейство | Пчельников                                     | 14 (26) октября 1840         | н/д  | Сведений о плаваниях не сохранилось.                             | [ 1 ]       |
| № 4          | 25,9 x 7,3                                             | 3                                                      | Николаевское адмиралтейство | Пчельников                                     | 2 (14) ноября 1840           | н/д  | Сведений о плаваниях не сохранилось.                             | [ 1 ]       |
| № 5          | 31,6 x 8,5                                             | 3,1                                                    | Николаевское адмиралтейство | Пчельников                                     | 3 (15) октября 1840          | н/д  | Сведений о плаваниях не сохранилось.                             | [ 1 ]       |
| № 6          | 31,6 x 8,5                                             | 3,1                                                    | Николаевское адмиралтейство | Пчельников                                     | 21 августа (2 сентября) 1841 | н/д  | Сведений о плаваниях не сохранилось.                             | [ 1 ]       |
| № 7          | 25,9 x 7,3                                             | 3                                                      | Николаевское адмиралтейство | Пчельников                                     | 1 (13) ноября 1841           | н/д  | Сведений о плаваниях не сохранилось.                             | [ 1 ]       |
| № 8          | 18,8 x 7                                               | 3,1                                                    | Николаевское адмиралтейство | Пчельников                                     | 26 ноября (8 декабря) 1841   | н/д  | Сведений о плаваниях не сохранилось.                             | [ 1 ]       |

## Флашхоуты Азовской флотилии
В разделе приведены флашхоуты, входившие в состав Азовской флотилии России.
| Наименование | Размер | Ос. | Верфь              | Мастер | Вх.  | Вых. | История службы                       | Прим. |
| ------------ | ------ | --- | ------------------ | ------ | ---- | ---- | ------------------------------------ | ----- |
| 7 флашхоутов | н/д    | н/д | Таганрогская верфь | н/д    | 1775 | н/д  | Несли службу при Таганрогском порте. | [ 1 ] |

## Флашхоуты Каспийской флотилии
В разделе приведены флашхоуты, входившие в состав Каспийской флотилии России.
| Наименование | Размер | Ос. | Верфь | Мастер | Вх.  | Вых. | История службы | Прим. |
| ------------ | ------ | --- | ----- | ------ | ---- | ---- | --- | ----- |
| 2 флашхоута  | н/д    | н/д | н/д   | н/д    | 1794 | н/д  | Несли службу при Астраханском порте. Предназначались для «подвозу тяжестей к фрегатам» из порта на девятифутовый рейд. | [ 5 ] |

### Комментарии
1. 1 2  Флашхоуты № 1 и № 2 строились по одному проекту, тип «Номерной».
2. 1 2 3  Точная дата постройки не установлена, указан вероятный год постройки.
3. 1 2 3 4  Флашхоуты «Каракатица», «Кит», «Морж» и «Палтус» строились по одному проекту, тип «Каракатица».
4. 1 2  Флашхоуты «Жук» и «Рак» строились по одному проекту, тип «Жук».
5. 1 2  Флашхоуты «Улитка» и «Жаба» строились по одному проекту, тип «Улитка».
6. 1 2  Флашхоуты «Буйвол» и «Слон» строились по одному проекту, тип «Буйвол».
7. 1 2 3 4  Флашхоуты «Лошак», «Верблюд», «Носорог» и «Драмодер» строились по одному проекту, тип «Лошак».
8. 1 2  Наименования не сохранились.